# Josep Gaz
Josep Gaz (o també Josep Gas) (Martorell, 1656 - Girona, 27 de desembre del 1713) fou un compositor i mestre de capella català.

## Biografia
Es formà a la catedral de Barcelona com a escolà amb el mestre Lluís Vicenç Gargallo (1636-1682) i Marcià Albereda. Deixà enrere la capella barcelonina el 1672. Tres anys més tard fou nomenat mestre de capella a Santa Maria de Mataró (1675-1685). Mentrestant, va fer oposicions a dues places de categoria superior sense èxit ja que va ser superat per Francesc Soler: plaça per a la seu de Vic (1680) i per a la de Girona (1682). Quan abandonà la capella de Mataró, obtingué la plaça de mestre a la basílica de Santa Maria del Mar de Barcelona (1685-1690) i, des d'allà, finalment a la catedral de Girona (1690-1711) on hi va arribar el 16 de juliol de 1690, i d'on se'n jubilà el 1712.
Els últims anys de vida els va viure a Girona, quan la ciutat estava en plena Guerra de Successió.
Finalment morí, fou enterrat al claustre de la catedral de Girona.

## Obres
Es conserven un centenar llarg d'obres, del qual un terç és repertori litúrgic i la resta música de romanç. S'ha de subratllar la música que escriví per a la comèdia de Calderón de la Barca Afectos de odio y de amor. La seva obra es concentra en el Barroc ple, típic de la darreria del segle xvii, una època en la qual Gas va tenir un paper important en la seva consolidació. Contemporani de Biber i A.Scarlatti. Felip Pedrell el recomanava com a autor d'estudi i transcripció pel tenir un valor musical elevat.
Desenvolupà molt la tècnica contrapuntística en obres com els responsoris de fins a 12 veus, els salms o les misses polifòniques.
Durant els últims anys, mentres vivia a Girona, és quan escriu obres tant per la visita de l'arxiduc Carles (coronat a Barcelona) com per Felip V a causa de les victòries de les seves tropes.
La seva producció es conserva, parcialment, al fons musical de la Catedral de Girona, la Biblioteca de Catalunya i al fons musical CMar (Fons de l'església parroquial de Sant Pere i Sant Pau de Canet de Mar), i se n'ha transcrit i publicat una part.